# Stanisław Hieronim Ciechanowicz
Stanisław Hieronim Ciechanowicz z Pokornowa herbu Nałęcz – podkomorzy piński w latach 1691–1699, chorąży piński do 1691 roku, wojski piński w latach 1668–1673, łowczy smoleński w 1653 roku, starosta drużyłowiecki.
Jako poseł na sejm konwokacyjny 1668 roku z powiatu pińskiego był członkiem konfederacji generalnej zawiązanej 5 listopada 1668 roku na tym sejmie. Poseł powiatu pińskiego na sejm nadzwyczajny 1672 roku. Poseł sejmiku smoleńskiego na sejm 1678/1679 roku, poseł sejmiku pińskiego na sejm nadzwyczajny 1688/1689 roku, sejm 1690 roku, sejm zwyczajny 1692/1693 roku, sejm nadzwyczajny 1693 roku, sejm 1695 roku, poseł na sejm 1681 roku. W 1697 roku był elektorem Augusta II Mocnego. Poseł piński na sejm koronacyjny 1697 roku.